# Trim
Trim (irl. Baile Átha Troim – „miasto nad brodem starszego drzewa”) – historyczne miasto nad rzeką Boyne w hrabstwie Meath w Irlandii. Liczy 1441 mieszkańców (2011). 
Ciekawe miejsca:
- Zamek w Trim (Trim Castle)
- Zamek Talbotów (Talbot's Castle)
- Żółta Wieża (Yellow Steeple)
- Ruiny katedry św. św. Piotra i Pawła (Cathedral of St. Peter & St. Paul)
- Ruiny klasztoru zakonników św. Krzyża (Crutched Friary)
- Most św. Piotra (St. Peter's Bridge)